# Dênisson Padilha Filho
Dênisson Padilha Filho (Bahia, 1971), é um escritor brasileiro. Publica livros de contos, novelas e romances. 
Seu livro mais recente é o Fúria talvez (P55, 2024, contos). 

## Biografia
No início de sua carreira (1999), teve sua obra pautada por uma literatura ambientada fora dos grandes centros urbanos. Dramas universais já compareciam à sua obra naquele primeiro momento, mas, conforme o autor, ofuscados pela pecha reducionista do regionalismo ao qual fora associado. 
Em um segundo momento, suas referências estéticas se estenderam e entraram na obra do autor o homem urbano e sua memória atávica de uma infância campesina e perdida.
A criação literária do autor, então, passa a se ocupar do homem da cidade, suas dores contemporâneas, suas culpas e seus questionamentos, já que se vê diante do frenesi compulsório que rege a vida pós-moderna.
Em um terceiro "ciclo", Padilha Filho inicia a regulação desse trânsito entre os dois espaços/discursos e funda o entrelugar como o espaço/discurso de sua literatura. Em uma espécie de reflexo de sua própria memória, se consolidam como espaços e motes recorrentes em sua obra: mesas de bar, bancos de praça, esquinas, desertos, sertões, estradas e ligações telefônicas, dando vez a embates íntimos sobre solidão e existência, vastidões e silêncios, internos e externos.
Dênisson Padilha Filho é mestre em Cultura e Sociedade pela Universidade Federal da Bahia
(UFBA). Manteve em Página Oficial, entre 2014 e 2016, a Coluna CONTO AFORA, em que reuniu mais de 40 escritores/as da América Latina.
Participou de algumas antologias e tem textos publicados em diversas revistas literárias.
Foi vencedor do Prêmio Internacional Cataratas de Contos – 2015.
Em 2023, seu conto Da própria carne ganhou uma adaptação para quadrinhos, o que resultou na HQ  Consumido.

## Publicações

### Obras próprias
- 2024 - Fúria talvez (P55, 2024, contos)

- 2022 - Rock Circus [11] (P55, 2022, contos)
- 2019 - Um chevette girando no meio da tarde (Mondrongo, 2019, contos)
- 2017 - Eram olhos enfeitados de sol [12] (Penalux, 2017, novela)
- 2016 - Trilogia do asfalto [13] (P55, 2016, contos)
- 2014 - O herói está de folga [14] [15] (Kalango, 2014, contos)
- 2012 - Menelau e os homens (Casarão do Verbo, 2012, contos e novelas)
- 2003 - Carmina e os vaqueiros do pequi (Santa Luzia, 2003, romance)
- 1999 - Aboios celestes (Selo Bahia, 1999, contos)

### Participações em antologias
- 2024 - Eros sobre os abismos (P55, 2024, contos)
- 2018 - Tudo no mínimo: Antologia do miniconto na Bahia (Mondrongo, 2018, contos)
- 2015 - Outro livro na estante (Mondrongo, 2015, contos)
- 2013 - 82, Uma copa, quinze histórias (Casarão do Verbo, 2013, contos)